# Editura ARC
Editura ARC este o editură din Republica Moldova fondată în 1994.

## Istoric
Fondată în 1994, editura ARC este specializată în publicarea de manuale pentru școlile de cultură generală dar și pentru învățământul superior, albume de artă, studii în diverse domenii (așa cum sunt drept, educație, istorie, lingvistică, muzică, psihologia dreptului, management, economie, contabilitate. 
ARC editează enciclopedii, dicționare, lucrări didactice, publicistică, jurnale, beletristică, traduceri, ș.a.  
Capra cu trei iezi

## Relații de colaborare
A stabilit legături de afaceri cu prestigioase edituri internaționale, așa cum sunt Presses Universitaires de France, Larousse (Franța), Ariel (Spania), Bompiani (Italia), Cambridge University Press, Oxford University Press, Pearson Education (Anglia), Harvard University Press, Houghton Mifflin Company, University of California Press (Statele Unite ale Americii).
Editura colaborează de asemenea cu numeroși autori de peste hotare (Germania, Anglia, SUA, Olanda, Spania ș.a.).

## Premii, recunoaștere națională și internațională
Cărțile editurii au fost distinse cu numeroase premii, printre care premiile Uniunii Scriitorilor din România, ale Uniunii Scriitorilor din Moldova, Premiul Academiei Române, Premiul Asociației Editorilor Români, Premiul de Stat al Republicii Moldova, Premiul ASPRO ș.a.

#### Recenzii critice
- "ИСПОЛНИТЕЛИ ИЗ МОЛДОВЫ" СЕРАФИМА БУЗИЛЭ